# GWR Clase 3700 No. 3440 City of Truro
La  máquina GWR Clase 3700 No. 3440 City of Truro es una locomotora de vapor 4-4-0 construida en 1903 para el Great Western Railway (GWR) en los Talleres de Swindon, a partir de un diseño de George Jackson Churchward. Fue parcialmente reconstruida en 1911 y 1915, y renumerada como 3717 en 1912. Aunque es una cuestión objeto de controversia, al parecer fue la primera locomotora en alcanzar una velocidad de 100 millas por hora (160,9 km/h), lo que sucedió mientras realizaba un recorrido desde Plymouth con destino a la Estación de Paddington (Londres) en 1904.

## Construcción y modificaciones
La locomotora era la octava de un lote de diez máquinas que formaban parte de la Clase 3700 (o Clase 'City') del GWR, y fue entregada desde los Talleres de Swindon en mayo de 1903. De acuerdo con la nomenclatura usual del GWR, las diez recibieron en este caso nombres de ciudades. El lote originalmente estaba numerado 3433–42, siendo la "City of Truro" la número 3440. Como la mayoría de las máquinas 4-4-0 del GWR, se volvieron a numerar en diciembre de 1912, y este lote se convirtió en el 3710-19, del cual la "City of Truro" recibió el número 3717. Recibió un sobrecalentador septiembre de 1911, al igual que el resto de máquinas de la serie, que se modificaron entre 1910 y 1912. Esto modificó su apariencia de forma notable, al recibir una caja de humos más larga. Posteriormente, en noviembre de 1915, se le sustituyeron las válvulas de corredera originales por válvulas de pistón, modificación que también se introdujo en sus locomotoras hermanas.

## Récord de velocidad

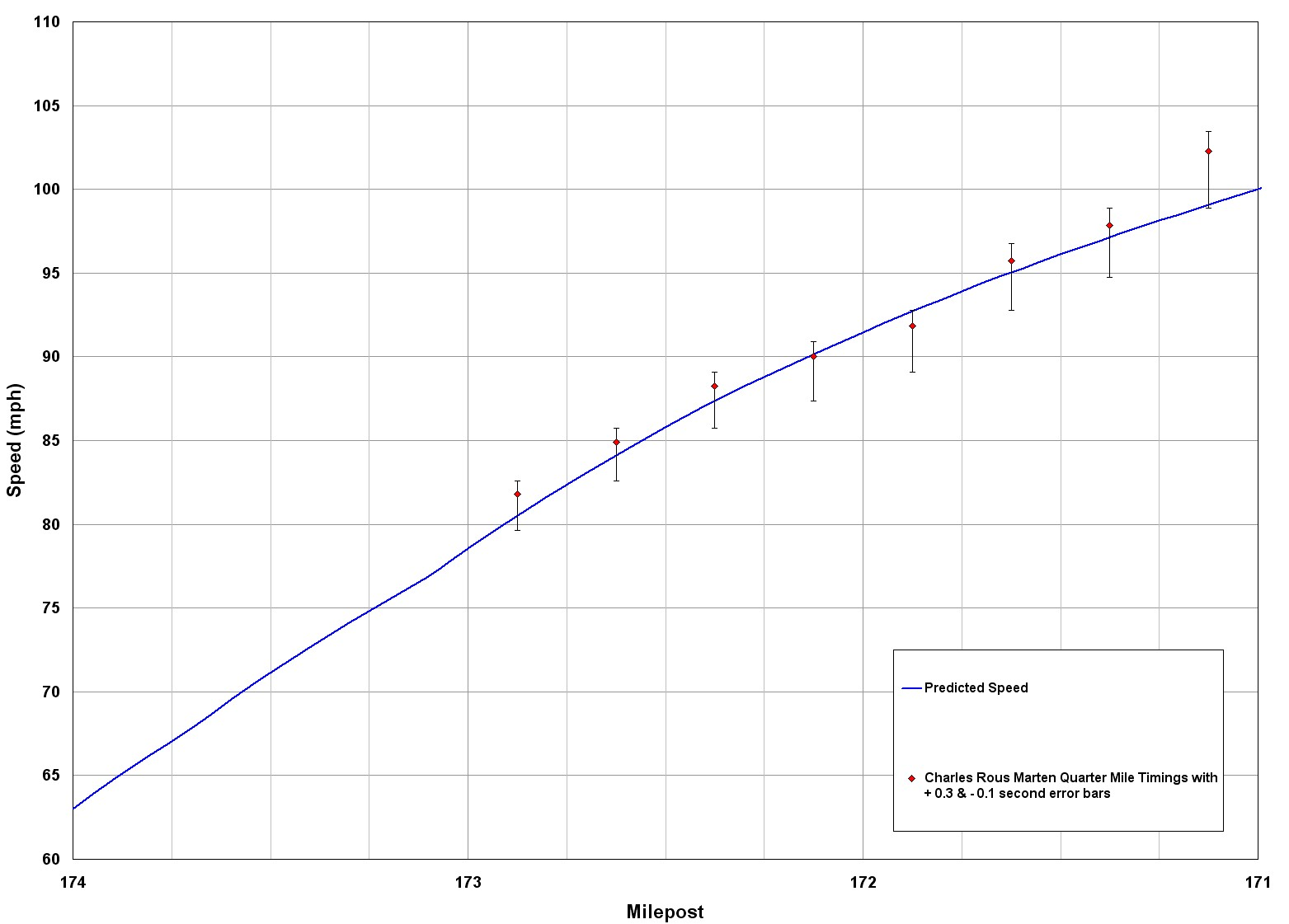
Una comparación de una simulación por computadora de la aceleración de la City of Truro hasta las 100 mph, con los tiempos cronometrados cada cuarto de milla de Charles Rous Marten

El 9 de mayo de 1904 se cronometró a la "City of Truro" recorriendo la distancia entre dos postes situados a un cuarto de milla en 8,8 segundos, mientras remolcaba el tren especial Ocean Mails entre Plymouth y la Estación de Paddington en Londres. Este tiempo fue registrado desde el tren por Charles Rous-Marten, quien escribió reseñas para The Railway Magazine y para otras revistas narrando los hechos. De ser exacto, este tiempo correspondería a una velocidad de 102,3 mph (164,6 km/h); pero el cronómetro de Rous-Marten leía múltiplos de 1⁄5 de segundo, por lo que el siguiente tiempo superior que pudo registrar hubiera sido de 9 segundos, lo que corresponde exactamente a 100 millas por hora.
Inicialmente, consciente de la necesidad de preservar su reputación de seguridad, la compañía ferroviaria solo permitió que se publicaran los tiempos totales del trayecto. Ni el informe publicado por The Times al día siguiente ni el artículo de Rous-Marten en The Railway Magazine de junio de 1904 mencionaron la velocidad máxima. Sin embargo, la mañana siguiente al recorrido, dos periódicos locales de Plymouth informaron que el tren había alcanzado una velocidad de entre 99 y 100 millas por hora mientras descendía la pendiente de Wellington en Somerset. Esta afirmación se basó en los tiempos del cronómetro de un trabajador postal, William Kennedy, que también estaba en el tren.
Rous-Marten publicó por primera vez la velocidad máxima en 1905, aunque no nombró la locomotora o la compañía ferroviaria:

En una ocasión, cuando se estaban realizando pruebas experimentales especiales con un máquina que tenía ruedas acopladas de 6 pies 8 pulgadas (203 cm) de diámetro que transportaba una carga de aproximadamente 150 toneladas detrás del ténder en una pendiente de 1 en 90, yo personalmente registré una tasa de no menos de 102,3 millas por hora para un solo cuarto de milla, que se cubrió en 8,8 segundos; exactamente 100 millas por hora para media milla en 18 segundos; 96,7 millas por hora para correr una milla completa en 37,2 segundos; y por último cinco cuartos de milla sucesivos se corrieron respectivamente en 10 segundos, 9,8 segundos, 9,4 segundos, 9,2 segundos y 8,8 segundos. Tengo motivos para creer que es la velocidad ferroviaria más alta jamás registrada de manera real. No necesito añadir que las observaciones se hicieron con el mayor cuidado posible, y con la ventaja del conocimiento previo de que se iba a realizar el experimento, por lo tanto sin la desventaja de la falta de preparación que suele acompañar a las observaciones rápidas realizadas de manera meramente casual en un tren de pasajeros ordinario. La actuación fue sin duda histórica. En una prueba anterior con otra locomotora de la misma clase, se alcanzó un máximo de 95,6 millas por hora”.
C Rous-Marten: p2118, Bulletin of the International Railway Congress – October 1905

Antes de su muerte en 1908, Rous-Marten nombró a la locomotora como la "City of Truro". La confirmación oficial del Great Western Railway llegó en 1922, cuando se publicó una carta escrita en junio de 1905 por Rous-Marten a James Inglis, el gerente general, con más detalles del registro.

...Lo que sucedió fue esto: cuando coronamos la Cumbre de Whiteball, todavía íbamos a 63 millas por hora; cuando salimos del túnel 
de Whiteball habíamos llegado a 80; de ahí en adelante nuestra velocidad aumentó rápida y constantemente, los tiempos de cuarto de milla disminuyeron de 11 segundos a la entrada del túnel a 10,6 s, 10,2 s, 10 s, 9,8 s, 9,4 s, 9,2 s, y finalmente a 8,8 s, siendo este último equivalente a una velocidad de 102,3 millas por hora. Los dos cuartos más rápidos duraron exactamente 18 segundos para la media milla, igual a 100 millas por hora. En ese momento, el viaje era tan curiosamente suave que, salvo por el sonido, era difícil creer que nos moviéramos...

Se cree que esta secuencia de ocho tiempos de cuarto de milla comienza en la milla 173, la primera después del túnel, con la velocidad máxima en la milla 171.
Desde 1922 en adelante, la "City of Truro" ocupó un lugar destacado en el material publicitario del Great Western Railway.
Las dudas sobre el récord se centran en la potencia de la locomotora y en algunas contradicciones en el transcurso de los tiempos tomados por Rous-Marten. Sin embargo, sus tiempos entre hitos miliarios son consistentes con una velocidad de 100 mph o un poco más. Las revisiones más recientes examinan las evidencias disponibles y utilizan la simulación por computadora del rendimiento de la locomotora para demostrar que una velocidad de 100 mph era posible, pero la investigación exhaustiva de John Heaton y Bill Hemstock concluye que la máquina probablemente alcanzó su velocidad máxima a poco menos de 99 mph alrededor de la milla 168.
Este récord se estableció antes de que ningún automóvil o avión alcanzara tal velocidad. Sin embargo, en mayo de 1904, la "City of Truro" no era el vehículo más rápido del mundo, ya que ya se habían alcanzado las 130 mph (209,2 km/h) el año anterior en un ferrocarril eléctrico experimental ensayado cerca de Berlín. Un recorrido anterior no confirmado de más de 100 mph está registrado en 1893 en los EE. UU. por la locomotora No. 999 del Ferrocarril Central de Nueva York y del Río Hudson. Esta afirmación tiene pocas evidencias que soporten el registro; y por ejemplo, a diferencia del caso de la City of Truro, no existe constancia de los tiempos que muestren la aceleración hasta alcanzar las 100 mph. Incluso algunas revistas técnicas estadounidenses contemporáneas dudaron de que se hubiera alcanzado una velocidad tan alta: "Muchos están dispuestos a recibir con duda la afirmación de que el 9 de mayo la locomotora No. 999 del Ferrocarril Central de Nueva York circuló a una velocidad de 100 millas una hora, o que en una fecha posterior recorriese una sola milla en 32 segundos". J P Pearson viajó en el Empire State Express el 10 de mayo de 1893 y registró una velocidad no superior a 81 mph, lo que en cualquier caso suponía una velocidad muy respetable para la época.

## Preservación
Después del récord de velocidad de 1904, la locomotora 3440 continuó en servicio diario hasta que quedó obsoleta en 1931, siendo retirada del servicio en marzo de ese año. El significado histórico de la City of Truro condujo a la supervivencia de la locomotora después de la retirada del servicio, y el ingeniero mecánico jefe del GWR, Charles Collett, pidió que la máquina se conservara en el Museo del Ferrocarril de Londres y del Noreste en York cuando se retiró en 1931, después de que los directivos del GWR se negaran a asumir los gastos necesarios para que la compañía conservase la máquina. En consecuencia, se donó al LNER, siendo enviada hacia allí desde Swindon el 20 de marzo de 1931, y posteriormente expuesta en el nuevo museo de York. Durante la Segunda Guerra Mundial, se consideró que York era un probable objetivo de bombardeo, por lo que la locomotora fue evacuada al pequeño depósito de locomotoras de Sprouston (cerca de Kelso) en la línea de Tweedmouth a St Boswells, en los Scottish Borders.

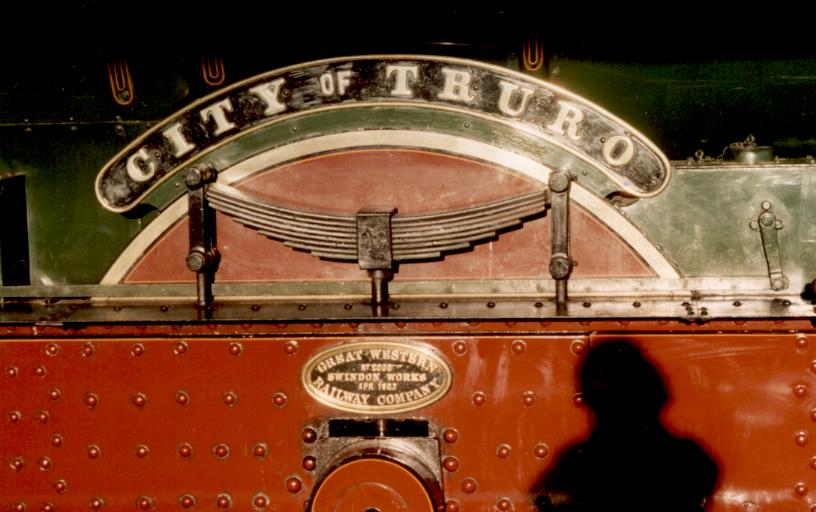
Placa de identificación y placa de trabajo de la City of Truro, que registra que en abril de 1903 fue la locomotora número 2000 de las construidas hasta entonces en los Talleres de Swindon

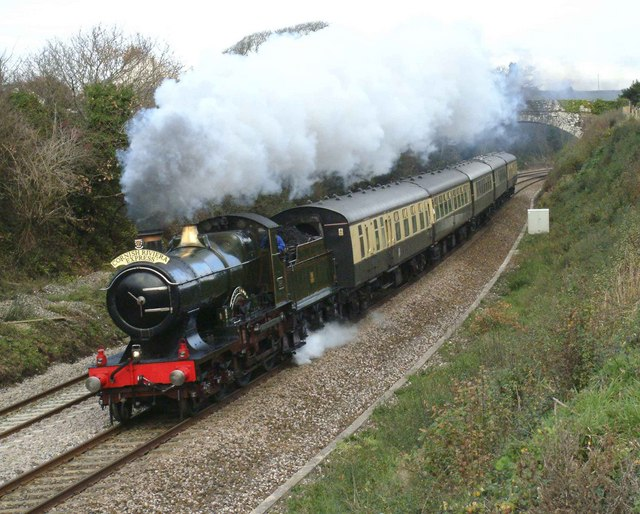
La locomotora City of Truro regresando a Truro

En 1957, la Región Oeste de los British Railways volvió a poner en servicio la "City of Truro". La locomotora tenía su base en Didcot y se usaba tanto para transportar trenes de excursión especiales como para servicios regulares, generalmente en el Ferrocarril de Didcot, Newbury y Southampton. Se volvió a numerar como 3440, siendo repintada con la librea que llevaba en el momento de obtener su récord de velocidad en 1904. Se retiró por segunda vez en 1961. En 1962, se llevó al Museo del Great Western Railway en Swindon, donde se renumeró de nuevo a 3717 y se pintó con la librea verde lisa con marcos negros. Allí permaneció hasta 1984, cuando se restauró para las celebraciones del 150 aniversario del GWR del año siguiente. Después de esto, se devolvió al Museo Nacional del Ferrocarril, desde donde se usó ocasionalmente en salidas a la línea principal. En 1989, la 3440 "City of Truro" viajó a los Países Bajos durante 6 semanas para representar a Gran Bretaña y al Museo Nacional del Ferrocarril en las celebraciones del 150 aniversario de los Ferrocarriles de los Países Bajos. Fue solo por casualidad que hiciera su aparición en el continente, ya que la elección original era la locomotora LNER A4 Mallard, que falló en una prueba de su caldera. Un año después, la 3440 hizo una aparición especial en una exposición llamada "Museo Nacional del Ferrocarril de gira", que visitó Swindon en 1990.
La última restauración a pleno funcionamiento se llevó a cabo en 2004, con un coste de 130.000 libras, para conmemorar el centenario de su récord de velocidad. La locomotora ha transportado posteriormente varios trenes en las líneas principales del Reino Unido, aunque debido a la falta de ciertas características de seguridad, ya no opera en estas líneas.
La "City of Truro" ahora tiene su base de forma semipermanente en el Ferrocarril Gloucestershire Warwickshire, a menudo transportando trenes entre Toddington y el hipódromo de Cheltenham. Sin embargo, con frecuencia dejaba su base de Toddington para visitar otros trenes históricos del Reino Unido.

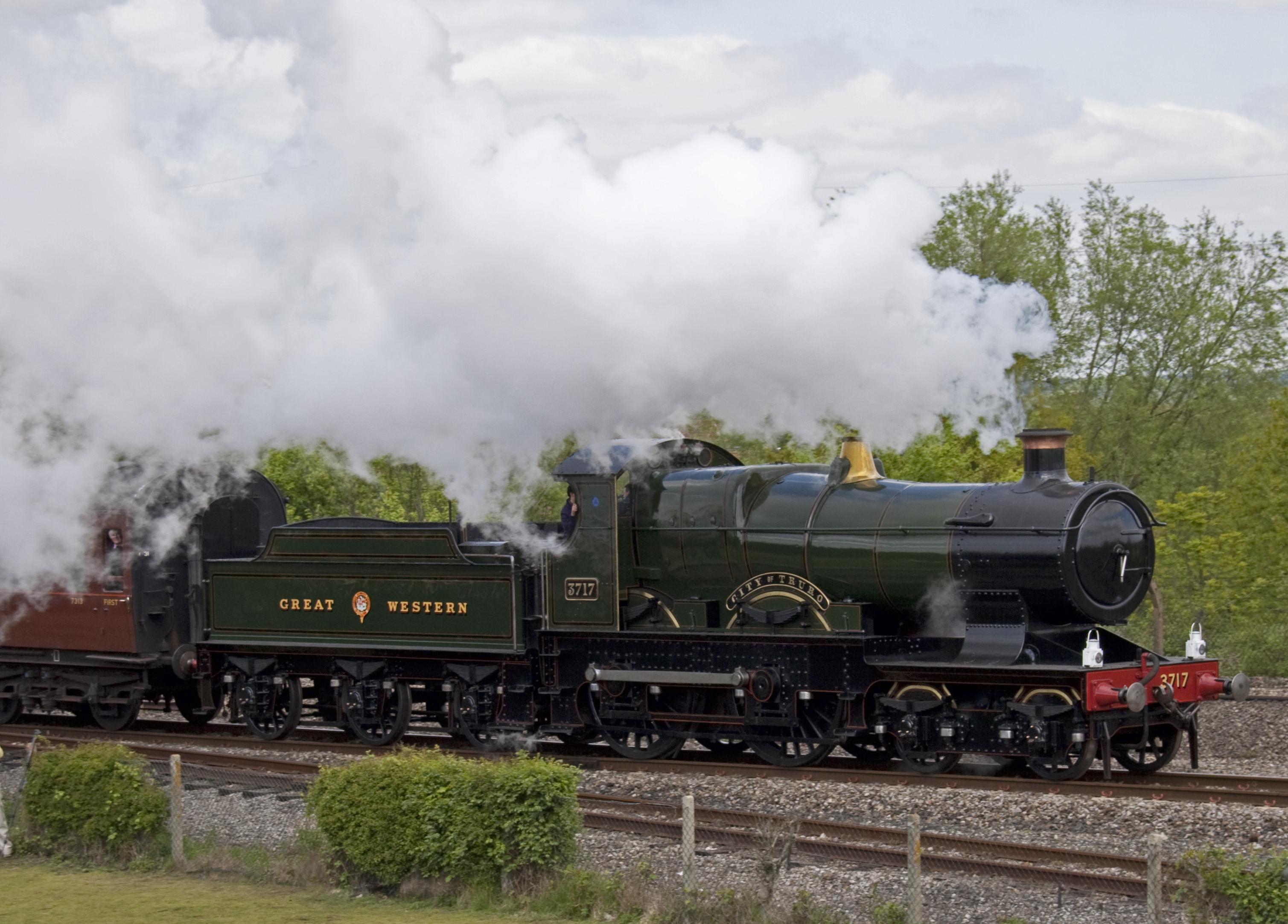
La City of Truro en Didcot (2010)

En 2010, como parte de las celebraciones para conmemorar el 175.º aniversario de la fundación del GWR, se volvió a pintar la "City of Truro" y volvió a recuperar el aspecto de la 3717. Esta fue la primera vez que llevó la auténtica librea correspondiente a su estado actual.
La locomotora se retiró del tráfico en el Ferrocarril de Bodmin & Wenford a principios de septiembre de 2011 con graves fugas en los tubos, y se trasladó al Museo de Locomoción de Shildon, donde se colocó en exhibición estática. Volvió a estar en servicio en 2012, pero a principios de 2013, el NRM declaró que la locomotora se retiraría antes de que caducara la autorización de su caldera debido a que se descubrió una perforación en uno de sus tubos. El NRM declaró que repararía los tubos con fugas después de haber restaurado la locomotora 4472 Flying Scotsman, pero después de un primer examen se descubrió que la máquina requería más trabajo de lo que se pensaba y era poco probable que estuviera operativa en un futuro próximo.
A finales de 2015, la City of Truro, junto con la 'King' No. 6000 King George V, regresaron al STEAM-Museo del Great Western Railway (localizado en la ubicación de los antiguos Talleres de Swindon), y ambas se exhibieron en preparación para el evento de los 175 años de Swindon como ciudad ferroviaria, celebrado en 2016. Estaba previsto que ambas locomotoras permaneciesen en Swindon durante cinco años.

## En la cultura popular
- La "City of Truro" aparece como un personaje secundario en el libro Duck and the Diesel Engine, parte de la colección de relatos "The Railway Series" escrita por el reverendo Wilbert Awdry. La locomotora también aparece en la serie televisiva Thomas y sus amigos. Se lanzó un modelo moldeado a presión entre los objetos de mercadotecnia del Tren Thomas.

- La "City of Truro" protagonizó la serie de 1957-8 "Will o'the Whistle" en el cómic de D.C. Thomson "The Wizard", en el que era utilizada por los combatientes de la resistencia después de la invasión Kushanti de Gran Bretaña.

## Modelismo
- La antigua compañía Kitmaster produjo un kit de modelo moldeado por inyección de poliestireno sin motor para el calibre 00. A finales de 1962, la marca Kitmaster fue vendida por su empresa matriz (Rosebud Dolls) a Airfix, que transfirió el utillaje de moldeo a su propia fábrica. Así, reintrodujeron parte de la gama anterior de Kitmaster, incluida la "City of Truro". Con el tiempo, las herramientas de moldeo pasaron a Dapol, que también produjo el modelo.[16]